# 24 Dywizja Strzelecka (ZSRR)
24 Dywizja Strzelecka (pełna nazwa: ros. 24-я стрелковая Самаро-Ульяновская Бердичевская Железная дважды Краснознаменная орденов Суворова и Богдана Хмельницкого дивизия; 24 DS ZSRR) – związek taktyczny piechoty Armii Czerwonej.

## 24 Dywizja Strzelecka (1. formowania)
Powołana została 26 lipca 1918 roku na mocy rozkazu Rady Rewolucyjno-Wojskowej 1 Armii Frontu Wschodniego z jednostek ochotniczych z Samary, Symbirska i Sengileja jako 1 Symbirska Dywizja Piechoty. 18 listopada 1918 roku przemianowana została w 24 Symbirską Dywizję Strzelecką. W latach 1920–21 uczestniczyła w wojnie polsko-bolszewickiej. Za zasługi wojenne (w wojnie domowej w Rosji oraz w wojnie polsko-bolszewickiej) otrzymała nazwy wyróżniające „Samarska” i „Żelazna” oraz Rewolucyjny Czerwony Sztandar. W 1924 roku (w związku z przemianowaniem Symbirska na Uljanowsk) otrzymała nazwę wyróżniającą „Samarsko-Uljanowska”. Dywizję dwukrotnie nagradzano Orderem Czerwonego Sztandaru: w 1933 i 1940 roku.
W latach 1939–1940 dywizja brała udział w wojnie radziecko-fińskiej oraz w zajęciu Estonii. W 1941 roku uczestniczyła w działaniach wojennych na terytorium Białoruskiej i Ukraińskiej SRR. 27 grudnia 1941 roku rozformowano ją wskutek rozbicia przez siły niemieckie.

### Struktura organizacyjna
- 7 pułk ptrzelecki
- 168 pułk strzelecki
- 274 pułk ptrzelecki,
- 160 pułk artylerii
- 246 pułk artylerii haubic
- 313 dywizjon moździerzy
- 52 dywizjon przeciwpancerny
- 370 dywizjon artylerii przeciwlotniczej
- 8 kompania rozpoznawcza
- 73 batalion saperów
- inne służby

### Dowódcy
- Gaja Gaj (27.07.1918 – 20.11.1918)
- Wasilij Pawłowskij (20.11.1918 – 02.02.1919)
- Eduard Wilumson (02.02.1919 – 25.04.1919)
- Michaił Murietow (25.04.1919 – 30.04.1919)
- Wasilij Pawłowskij (30.04.1919 – 21.07.1920)
- Michaił Murietow (21.07.1920 – 11.01.1921)
- Grigorij Zamiłackij (1922 – 1924)
- P. Osadczyj (1924 – 1925)
- komdiw Jewgienij Dannenberg (1926 – 1931)
- komdiw Dmitrij Koroliow (1931 – 1937)
- płk A. Wasiljew (1937)
- p.o. mjr Filipp Aljabuszew (1937 – 1938)
- kombrig Piotr Wieszczew (1938 – 1939)
- gen. mjr Kuźma Galickij (1939 – 1941)
- gen. mjr Terentij Bacanow (1941 – do rozformowania)

## 24 Dywizja Strzelecka (2. formowania)
W grudniu 1941 roku utworzona została 412 Dywizja Strzelecka, która została 1 stycznia 1942 roku przemianowana na 24 Dywizję Strzelecką (dziedziczącą tradycje poprzedniej dywizji o tym numerze). Dywizja wzięła udział w bitwie stalingradzkiej, a także w operacjach: żytomiersko-berdyczowskiej, proskurowsko-czerniowieckiej, lwowsko-sandomierskiej, wschodnio-karpackiej, zachodnio-karpackiej, morawsko-ostrawskiej i praskiej.
Za zasługi wojenne 6 stycznia 1944 dywizja otrzymała nazwę wyróżniającą "Berdyczowska", a 20 lutego 1944 otrzymała także nazwę wyróżniającą swojej poprzedniczki "Samarsko-Uljanowska".
Dywizję rozformowano w 1945 roku.

### Struktura organizacyjna
- Dowództwo i sztab
- 7 pułk strzelecki
- 168 pułk strzelecki
- 274 Przykarpacki pułk strzelecki
- 160 pułk artylerii
- 370 samodzielny dywizjon plot.
- 97 dywizjon moździerzy (do 22 października 1942)
- 8 samodzielna kompania rozpoznawcza
- 52 samodzielny dywizjon ppanc.
- 73 (131) samodzielny batalion saperów
- 56 (45) samodzielny batalion łączności
- 66 (61) batalion medyczny
- 498 samodzielna kompania chemiczna
- 802 (35) kompania samochodowa
- 415 piekarnia polowa
- 20 kompania regulacji ruchu
- 876 dywizyjny lazaret weterynaryjny
- 1652 punkt poczty polowej
- 1060 polowa kasa Gosbanku

### Dowódcy
- gen. mjr Fiodor Prochorow (1941-1945)

## 24 Dywizja Strzelecka (3. formowania)
10 lipca 1945 roku rozformowano 24 Dywizję Strzelecką. Jej numer i tradycje przekazano 294 Dywizji Strzeleckiej, którą w 1957 roku przemianowano na 24 Dywizję Zmechanizowaną. Dywizja wchodziła w skład Przykarpackiego Okręgu Wojskowego i stacjonowała w Jaworowie w obwodzie lwowskim. W 1978 roku odznaczono ją Orderem Rewolucji Październikowej.  Po rozpadzie ZSRR dywizja znalazła się w składzie Sił Zbrojnych Ukrainy.